# Galaktogeneza
Galaktogeneza – jedna z faz laktacji, rozpoczynająca się po wydaleniu łożyska, polegająca na wytwarzaniu mleka w komórkach wydzielniczych. Po wydaleniu łożyska następuje gwałtowne przerwanie działania wytwarzanych przez nie hormonów steroidowych. Zaprzestanie działania estrogenów, które hamują wydzielanie mleka, jest bodźcem wyzwalającym czynność wydzielniczą nabłonka pęcherzyków gruczołowych. Proces ten jest fizjologicznie wspierany przez bodziec powstający podczas ssania, dlatego wczesne przystawianie noworodka do piersi wzmaga wydzielanie mleka.